# Mirko Marić
Mirko Marić (Split, 1995. május 16. –) horvát válogatott labdarúgó, az AC Monza játékosa.

## Pályafutása
Marić a bosnyák NK Široki Brijeg csapatában nevelkedett, amelynek színeiben 2012-ben a bosnyák élvonalban is bemutatkozott. Két évet töltött a felnőttek között, majd 2014 nyarán megvásárolta őt a horvát Dinamo Zagreb csapata, amely egyből kölcsön is adta nevelőegyesületének. A 2014-2015-ös Európa-liga első selejtezőkörében két gólt szerzett az azeri Qəbələ PFK ellen. Rövid kölcsön után három évig kölcsönben a szintén fővárosi Lokomotiva csapatánál futballozott, innen is került be a horvát válogatottba, amelynek színeiben 2017-ben mutatkozott be egy Chile elleni nemzetközi kupamérkőzésen Kínában, majd három napra rá az utóbbi ország válogatottja ellen is pályára lépett.
2017 februárjában a Dinamo Zagreb eladta játékjogát a magyar élvonalbeli Videoton csapatának. A fehérvári együttesben a 2016-17-es idény tavaszi felében 12 bajnokin jutott szóhoz, ezeken két gólt szerzett, míg a következő idény elején négy bajnokin lépett pályára az NB I-ben. Augusztus 30-án a horvát NK Osijek igazolta le. A 2018-2019-es idényben tizennyolc góljával a második helyen végzett a horvát bajnokság góllövőlistáján. A 2019-2020-as idény első felében tizennégy gólt szerzett, ezzel több klub érdeklődéásét is felkeltette, de az eszéki klub a Dinamo Kijev 5 millió eurós ajánlatát is elutasította. Végül húsz góllal társgólkirályi címet szerzett az idény végén, az Osijekben összesen 53 gólt szerzett 113 tétmérkőzésen.
2020 nyarán az olasz másodosztályban szereplő AC Monza szerződtette.

## Mérkőzései a horvát válogatottban
| #  | Dátum            | Ellenfél | Eredmény        | Kiírás                  | Esemény |
| -- | ---------------- | -------- | --------------- | ----------------------- | ------- |
| 1. | 2017. január 11. | Chile    | 1 – 1 (t.e:1-4) | Kína-kupa elődöntő      | 57'     |
| 2. | 2017. január 14. | Kína     | 1 – 1 (t.e:3-4) | Kína-kupa bronzmérkőzés | 46'     |

## Sikerei, díjai
NK Široki Brijeg
- Bosznia-hercegovinai labdarúgó-bajnokság ezüstérmes: 2013-14

 Horvátország
- Kína-kupa negyedik helyezett: 2017